# Siehdichum
Siehdichum è un comune di 1 520 abitanti del Brandeburgo, in Germania.

Appartiene al circondario dell'Oder-Sprea ed è parte della comunità amministrativa di Schlaubetal.

## Geografia antropica

### Suddivisioni amministrative
Il territorio comunale comprende 3 centri abitati:
- Pohlitz
- Rießen
- Schernsdorf